# 自転車活用推進研究会
自転車活用推進研究会（じてんしゃかつようすいしんけんきゅうかい）は、日本の特定非営利活動法人（NPO法人）で、都市交通における自転車の市民権の回復を掲げ、内外の自転車政策の現状を調査・研究、日本における総合的自転車政策確立のための提言を行っている。2000年9月に任意団体として発足し、2006年7月12日に特定非営利活動法人として東京都の認証を受けた。略称自活研、NPO自活研。
研究者、自転車愛好者、マスコミ関係者、NPO関係者、自転車業界人らが参加し、会費と寄附、事業委託によって運営されている。1999年2月に発足した国会における超党派の議員連盟・自転車活用推進議員連盟と密接に連携しており、その諮問機関としての側面もある。

## 活動目標
1. 歩行者、クルマと分離された安全な自転車走行空間の確保
2. 駅前および中心市街地における駐輪空間の確保
3. 環境、健康、交通、経済面で優れた交通手段である自転車の正しい利用法の普及
4. 自転車通勤の奨励とそれを支援する制度の確立促進
5. 自転車活用政策の立案とその実行への提案、提言
6. 自転車利用者の交流を深め、利用者の意見を集約、政策に反映
7. 自転車利用者自身による法律遵守など、「自転車社会」にふさわしい環境整備

（機関誌『自転車DO!』No.11）
NPO法人化初年度・2006年度は、警察庁が道路交通法改正で打ち出した自転車の歩道通行拡大への反対運動が最大のテーマとなった。また自転車の活用に積極的な自治体との協働を目指す（機関誌『自転車DO!』No.23）。

## 活動
- セミナー「自転車活用研究会」の開催・報告書の発行。2010年度までの東京開催に加え、2011年度からは大阪でも開催されるようになった。
- 機関誌『自転車DO!』の発行…月刊。PDF形式のファイルが電子メールにより配信される。バックナンバーは自転車DO!などのサイトからダウンロードすることができる。
- エコサイクル・マイレージ…サイクロコンピュータを利用して、登録参加者が自転車走行距離・時間を計測し、サイトのフォームに入力する。積算し、環境と健康への貢献度を同じ距離走行した自動車のCO₂排出量とカロリー消費量という形で数値化する。同様の活動は韓国など日本国外にも広がりを見せている。サイトは日記機能により自転車利用者の声を集め、交流を図るコミュニティとしても機能した。略称エコサイ。2003年9月16日開始。日記機能は2009年8月31日終了。
- 自転車DO!…車道に自転車の走行空間を確保することを目指し、インターネット上の会議室サイトの開設のほか、公開トークによる啓発イベント「自転車DO!カフェ」を行っている。会長なぎら健壱。
- 自転車名人…自転車活用の模範となる著名人を表彰する。
  - 初代…忌野清志郎（2005年）
  - 2代目…鶴見辰吾（2007年）
  - 3代目…勝間和代（2009年）
  - 4代目…片山右京（2011年）
  - 5代目…谷垣禎一（2013年）
  - 6代目…渡辺航（2015年）[2]
  - 7代目…石井正則（2017年）[3]
  - 8代目…道端カレン（2019年）[4]
- 安心して歩ける歩道／安全な自転車道／渋滞の無い車道を実現する全国連絡会…通称「全国歩道連絡会」、略称「全歩連」。道路交通法改正による自転車の歩道通行要件緩和に関する意見を取りまとめ関係方面に働き掛ける目的で2006年12月に組織された。メーリングリストの開設や署名活動を行い、自転車活用推進研究会が事務局となった。
- スポーツ自転車総合展示・試乗会サイクルモード インターナショナル、環境配慮型製品・サービス展示会エコプロダクツ展への出展などを通じた参加。

## 関連書籍
- 石田久雄・古倉宗治・小林成基『自転車市民権宣言 : 「都市交通」の新たなステージへ』リサイクル文化社、2005年 ISBN 4434056077…自転車活用推進研究会協力
- 古倉宗治『自転車利用促進のためのソフト施策 : 欧米先進諸国に学ぶ環境・健康の街づくり』ぎょうせい、2006年 ISBN 4324080070
- 疋田智『それでも自転車に乗り続ける7つの理由』朝日新聞社、2007年 ISBN 9784022579959